# كينجي كوداما (1976)
كينجي كوداما (باليابانية: 小玉 謙次) (مواليد 9 مايو 1976)، هو لاعب كرة قدم سابق كان يلعب كمهاجم.